# Кравчик, Марек

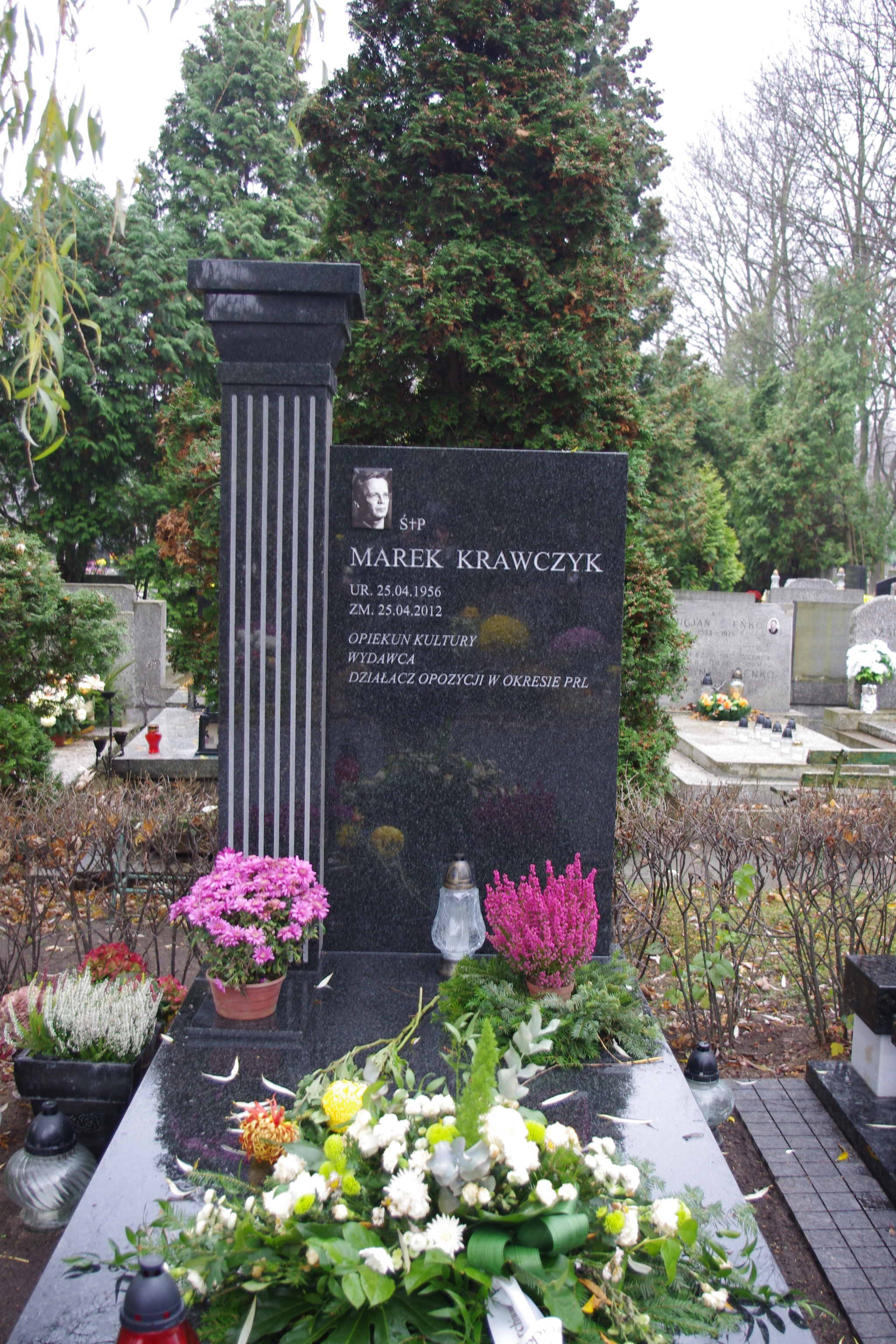
Могила Марека Кравчика на кладбище Повонзки-Войскове

Марек Кравчик (пол. Marek Krawczyk, 25 апреля 1956, Варшава — 25 апреля 2012, Варшава) — польский издатель, деятель оппозиции в период Польской Народной Республики.

## Биография
В 1975 году окончил столичный лицей им. Гуго Коллонтай. До 1980 года работал в Центре распространения научных публикаций Польской академии наук. С 1979 года был связан с антикоммунистической оппозицией, в 1981 года работал в еженедельнике «Солидарность». После введения военного положения сотрудничал с подпольным журналом «Ведомости», в январе 1982 года был временно арестован, в феврале того же года приговорён к лишению свободы с условной отсрочкой исполнения. Снова заключён в тюрьму по политическим мотивам с марта по июль 1983 года. В 1980-х он был связан с подпольными издательствами, в том числе как один из организаторов компании Mysia 5, распространяющей несколько тысяч экземпляров «Tygodnik Mazowsze» по всей стране. В мае 1984 года был жестоко избит неизвестными. С середины 1980-х тесно сотрудничал с Ежи Гедройцем.
В 1990 году он был одним из основателей Польской книжной палаты и Ассоциации издателей исторических книг. Он был вице-президентом правления Фонда поддержки польских библиотек (1990–1992), руководил издательством, инициировал создание Общества заботы об архивах Литературного института в Париже, где был председателем. Он консультировал министра культуры и национального наследия Анджея Закшевского. Кравчик стал соучредителем Ассоциации свободы слова.

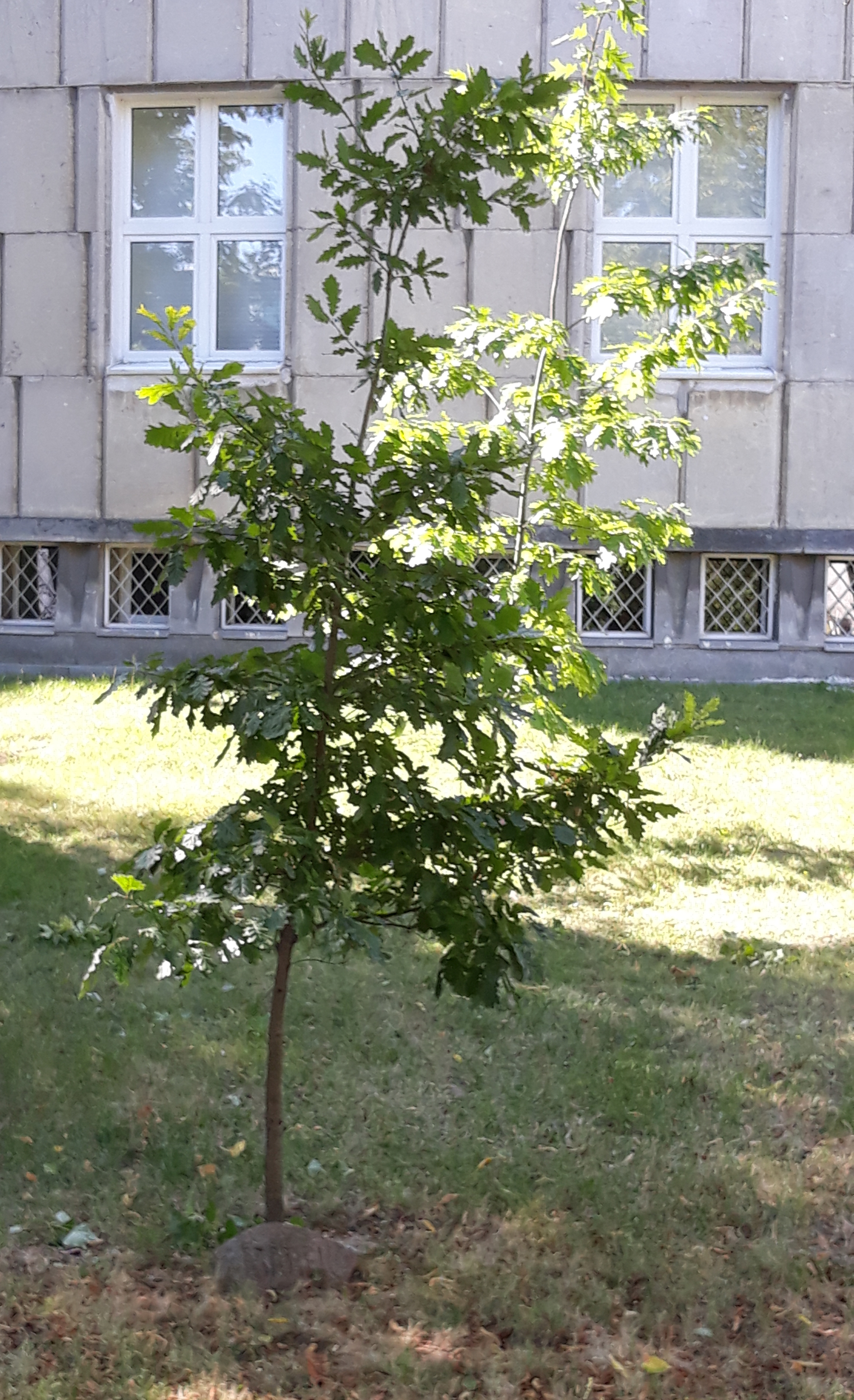
Дуб „Марек” перед Архивом новых записей

Похоронен на Аллее Заслуг на Повонзком военном кладбище в Варшаве (участок D31-tuje-8).

## Награды, отличия и памятные даты
В 2011 году президент Бронислав Коморовский наградил его Офицерским крестом ордена Возрождения Польши. В 2009 году получил премию «Икар».
После смерти Кравчика его архивные коллекции были переданы его семьёй в дар Архиву новых записей. В рамках чествования перед зданием архива был посажен памятный дуб «Марек».